# Линтупи
Ли́нтупи (біл. Лы́нтупы) — селище міського типу у Поставському районі Вітебській області Білорусі.
Населення селища становить 1,8 тис. осіб (2006).